# Riya Sen
Riya Sen (Calcuta, 24 de enero de 1981) es una actriz y modelo india. Riya, que proviene de una familia de actores incluyendo a su abuela Suchitra Sen, a su madre Moon Moon Sen y a su hermana Raima Sen, empezó a actuar en 1991 cuando aún era una niña en la película Vishkanya. Su primer éxito comercial se dio en la película Style, una cinta en hindi de 2001 de bajo presupuesto dirigida por N. Chandra. Otras de sus actuaciones notables en cine incluyen Jhankaar Beats (2003), Shaadi No. 1 (2005) y la cinta de horror en malabar Ananthabhadram (2005).
Riya fue reconocida inicialmente como modelo, tras aparecer en el vídeo musical de Falguni Pathak Yaad Piya Ki Aane Lagi a los 16 años en 1998. Desde entonces, ha aparecido en vídeos musicales, comerciales de televisión, programas de moda y portadas de reconocidas revistas. Riya se ha desempeñado como activista y ha aparecido en varias campañas de prevención contra las enfermedades de transmisión sexual.

## Filmografía seleccionada
- 1991 -	Vishkanya
- 1999 -	Taj Mahal
- 2000 -	Good Luck
- 2001 -	Style
- 2002 -	Dil Vil Pyar Vyar
- 2003 -	Saazish
- 2004 -	Dil Ne Jise Apna Kahaa
- 2005 -	Ananthabhadram
- 2006 -	Apna Sapna Money Money
- 2007 -	Heyy Baby
- 2008 -	Nenu Meeku Telusa...?
- 2009 -	Paying Guests
- 2010 -	Benny and Babloo
- 2011 -	Noukadubi
- 2012 -	3 Bachelors
- 2013 -	Zindagi 50-50
- 2014 -	Jaatishwar
- 2015 -	Roga Howar Sohoj Upaye
- 2016 -	Hero 420
- 2017 -	Lonely Girl